# Thaddäus Troll

Gedenktafel an der Stelle des früheren Geburtshauses

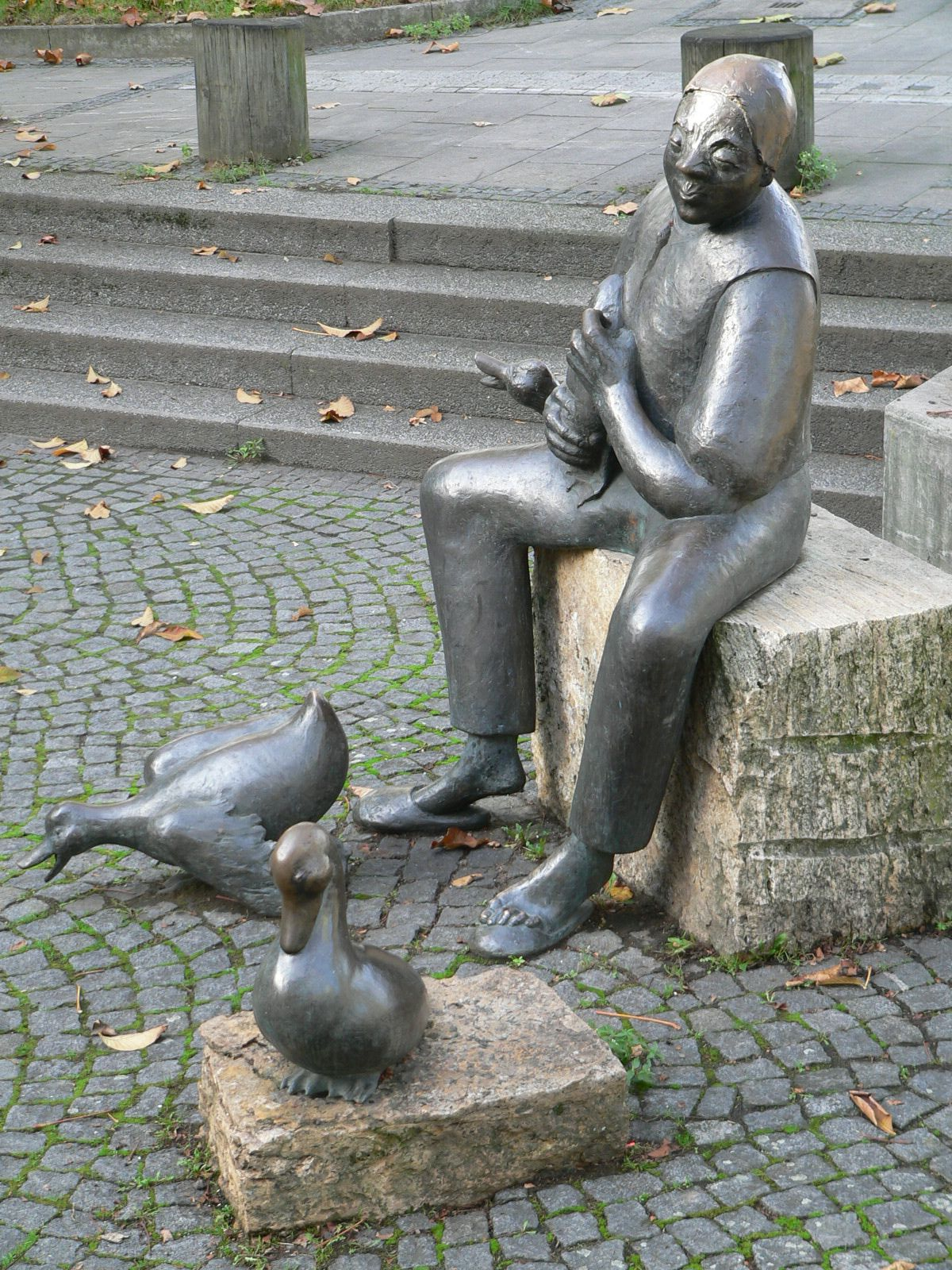
Denkmal in Bad Cannstatt

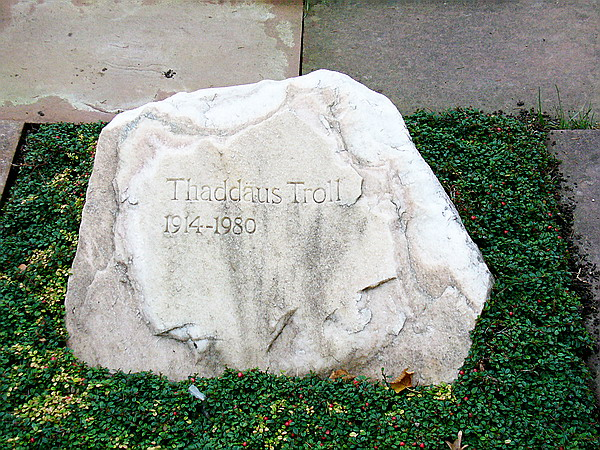
Trolls Grabstein auf dem Steigfriedhof

Thaddäus Troll, eigentlich Hans Bayer (* 18. März 1914 in Stuttgart-Cannstatt; † 5. Juli 1980 in Stuttgart), war ein deutscher Schriftsteller und einer der bekanntesten schwäbischen Mundartdichter. Er verfasste Essays, Feuilletons, Glossen, Reise- und Städtebücher, Kinderbücher, Romane, Satiren, Sketche, Mund-Art-Gedichte, Hör- und Fernsehspiele, Theaterstücke. Außerdem entstanden mehrere Bühnenbearbeitungen, u. a. Pariser Leben (1952), komische Oper von Jacques Offenbach und 1965 für Erwin Piscator Die Abenteuer des braven Soldaten Schwejk von Jaroslav Hašek.

## Leben
Hans Bayer wuchs im Stuttgarter Stadtteil Cannstatt als Sohn einer Familie auf, die in der Marktstraße ein Seifensiedereigeschäft betrieb. Er legte 1932 am Johannes-Kepler-Gymnasium das Abitur ab. Nach einer kurzen Volontärszeit bei der Cannstatter Zeitung studierte er an den Universitäten in Tübingen, München, Halle und Leipzig die Fächer Germanistik, Kunstgeschichte, vergleichende Literaturwissenschaft sowie Theater- und Zeitungswissenschaft und wurde 1938 in Leipzig mit der Dissertation Presse- und Nachrichtenwesen der im Weltkrieg kriegsgefangenen Deutschen zum Dr. phil. promoviert. In Tübingen war Bayer aktiv bei der Turnerschaft Palatia, die dem Vertreter-Convent (abgekürzt VC) angehörte, einem Korporationsverband pflichtschlagender und farbentragender Studentenverbindungen. Bayer wurde 1938 Soldat und war als Angehöriger einer Propagandakompanie ab 1941 auch an der Ostfront im Einsatz. In dieser Funktion verfasste er unter anderem 1941 auch Texte zu antisemitischen Bildreportagen aus dem Warschauer Ghetto, in denen Elend und Verwahrlosung der Bewohner zur Schau gestellt und mit antisemitischen Klischees verhöhnt wurden. Bayers Beiträge kamen an: In den Meldungen aus dem Reich wurde im Februar 1943 ein Kriegsbericht aus seiner Feder namentlich zu denjenigen mit der besten Aufnahme bei der Bevölkerung gezählt, da darin in der Haltung der Soldaten ein Beispiel und in der Ungebrochenheit der vordersten Front neue Zuversicht gegeben würden. Unter der Überschrift Getreu bis zum letzten Atemzug thematisierte er im März 1943 ganz im offiziell erwünschten, schönfärberischen NS-Propagandastil die Vernichtung der 6. Deutschen Armee in Stalingrad. Eine Ausstellung, die sich mit dieser bislang wenig beleuchteten Phase in Leben und Werk Bayers befasst, wurde erstmals 2014 in Berlin in der Topographie des Terrors gezeigt. Aus der 1945 mit der Journalistin Elfriede Berger geschlossenen Ehe ging die Tochter Eva-Suzanne hervor. Nach wenigen Jahren ließ sich das Paar scheiden und Bayer heiratete die Journalistin Susanne Ulrici. Mit ihr hatte er zwei Töchter.
Bereits 1945 während seiner kurzen Internierung im von den Briten in Schleswig-Holstein eingerichteten Kriegsgefangenenlager Putlos konnte er mit der Leitung des Lagertheaters und der Lagerzeitung an seine Journalisten-Ausbildung anknüpfen. Nach der Entlassung wurde er 1947 Mitarbeiter des Spiegel, für den er bald und bis 1951 als Korrespondent aus Stuttgart und als Theaterkritiker aus dem süddeutschen Raum, der Schweiz und Österreich berichtete. Durch die vielen Reisen und seine umfassenden Sprachkenntnisse wurde er für den gerade entstandenen neuen Bundesnachrichtendienst (BND) interessant. Laut Mitteilung seines damaligen Arbeitgebers, des Nachrichtenmagazins Der Spiegel vom Juni 2013, wurde bestätigt, dass Bayer/Troll als Informant genutzt wurde – wobei nicht zu klären sei, ob er aktiver Informant des Geheimdienstes gewesen sei oder ohne sein Wissen von diesem abgeschöpft wurde.
Um den Zwängen der Reportage und Sachliteratur etwas entgegenzusetzen, konzipierte er bereits 1945 mit Werner Finck in Stuttgart Das Wespennest als erste deutsche satirische Nachkriegs-Zeitschrift. Als die Zeitschrift 1949 mangels weiterer Autoren und zahlender Leser wieder eingestellt wurde, folgte als „Fortsetzung des Humors mit anderen Mitteln“ und wiederum zusammen mit Werner Finck die Gründung der Radikalen Mitte als „Parodie-Partei“, um einerseits der „Phrasendrescherei“ in der jungen Bundesrepublik den Spiegel vorzuhalten, andererseits sich eine Gelegenheit zu verschaffen, den „höheren Blödsinn“ zu pflegen. Wie erwartet stellte sich der parlamentarische Erfolg der Partei nicht ein, auch da Troll bereits im Dezember 1950 gemeinsam mit den Verlags- und Theaterschaffenden Georg Böse, Ernst Glaeser, Walter Erich Schäfer und Fritz Ludwig Schneider eine literarische Runde ins Leben rief, der getreu dem Namen „Tisch der Dreizehn“ exakt diese Anzahl von Persönlichkeiten aus möglichst unterschiedlichen Lebensbereichen angehören sollte.
Ab 1948 arbeitete er zudem als freier Schriftsteller. Für diese belletristische Seite seines Werkes wählte er das Pseudonym Thaddäus Troll, um so in „alphabetisch geordneten Bücherschränken links neben Tucholsky zu stehen“. In dessen satirischer Tradition war er auch bis 1953 Texter für das Düsseldorfer Kabarett „Kom(m)ödchen“.
Troll/Bayer verstand sich stets auch ohne Parteibuch als (berufs-)politisch aktiver Autor. 1959 wurde Troll/Bayer vom Süddeutschen Schriftstellerverband in den Rundfunkrat des Süddeutschen Rundfunks delegiert und wirkte von 1970 bis 1979 als stellvertretender Rundfunkratsvorsitzender, im Anschluss daran als Vorsitzender des Fernsehausschusses und Mitglied des Programmbeirats der ARD, um zum einen die Berücksichtigung von Programmen in Dialekt zu unterstützen und zum anderen die Auftragsvergabe für Hör- und Fernsehspiele an junge Autoren zu initiieren. Von 1968 bis 1977 war Troll auch erster Vorsitzender des baden-württembergischen Schriftstellerverbands, den er in den neu gegründeten Gesamtverband deutscher Schriftsteller (VS) führte. Ab 1970 stellvertretender Vorsitzender im VS-Bundesvorstand wurde auf seine Initiative hin im gleichen Jahr der Schriftstellerkongress unter dem Böllschen Motto „Einigkeit der Einzelgänger“ in Stuttgart abgehalten. Auf internationaler Ebene war Troll/Bayer seit 1971 Mitglied des P.E.N.-Zentrums der Bundesrepublik Deutschland, wurde 1975 ins Präsidium des P.E.N.-Zentrums gewählt und war von 1978 an P.E.N.-Vizepräsident.
In einer privaten Briefaktion engagierte er sich 1969 für die Wahl von Gustav Heinemann zum Bundespräsidenten. Von 1972 an unterstützte er - selbst nicht Parteimitglied - gemeinsam mit Günter Grass, Heinrich Böll, Klaus Staeck und weiteren Schriftstellerkollegen die Sozialdemokratische Wählerinitiative. 1974 erhielten die drei „einsilbigen“ Schriftsteller Böll, Grass, Troll eine Einladung zu einer Aussprache vor der SPD-Bundestagsfraktion. Sie wurde von der Frankfurter Rundschau unter der Überschrift angekündigt: „Eine Dichterlesung wird es nicht werden“. Wie bei seinen beiden Kollegen fielen auch bei Thaddäus Troll unbequeme Sätze: „Provozieren Sie die Opposition, die zur Zeit nur von der Schwäche der Regierung lebt … Haben Sie den Mut zu einer klaren Absage an den Staatskapitalismus, den Mut zum Widerstand gegen die Pressionen der internationalen Konzerne, den Mut zum Widerspruch gegen die Panikmacher, aber auch den Mut zur klaren Abgrenzung gegen die vom Modergeruch sozialistischen Aberglaubens umdünsteten Systemveränderer … Ihr Wähler erwartet von Ihnen eine Abkehr von der Mauschelei um Ämter als Sinekuren für ausgediente Funktionäre. Nicht das Parteibuch sollte als Fahrkarte zu Amt und Würden dienen. Die SPD kann sich erlauben, an den richtigen Platz den besten Fachmann zu setzen, auch wenn der kein Parteibuch hat.“
1980 nahm er sich, schon länger an schweren Depressionen leidend, 66-jährig in Stuttgart das Leben und wurde auf dem Steigfriedhof in Bad Cannstatt beerdigt. Die Trauerfeier hatte Troll/Bayer bereits zu seinen Lebzeiten geplant. Der Geistliche hatte sich so kurz wie möglich zu halten, ein von ihm selbst verfasster Nachruf wurde verlesen sowie an die Trauergäste verteilt. Anschließend wurde Wein der Sorte Trollinger aus seinem Geburtsort Cannstatt ausgeschenkt.
„Der als ‚gemüthafter Meister der Kleinkunst‘, als ‚einfallsreicher Feuilletonist‘ und ‚schwäbischer Poet‘ Abgetane (einen Schritt weiter, und wir sind beim Heimatdichter aus Stuttgart) war in Wahrheit ein Artist und Poeta doctus, der – man lese den Essay ‚Gedichte machen‘ – seine Verse so gut wie die Prosa-Stücke mit hoher Bewusstheit (und großer Risiko-Bereitschaft) formulierte … Thaddäus Troll – das ist einer der letzten großen Impressionisten deutscher Sprache, ein Mann, der Worte, in immer neuem Umkreisen, zum Leuchten bringen kann, der mit Hilfe einer lyrisch-melodiösen Prosa Atmosphäre veranschaulicht, so, wie’s Tucholsky einmal konnte …“ so Walter Jens im Nachwort zum Großen Thaddäus Troll-Lesebuch.
Zum Andenken an Thaddäus Troll vergab der von ihm 1973 mitgegründete Förderkreis der Schriftsteller:innen in Baden-Württemberg e. V. zwischen 1981 und 2022 den Thaddäus-Troll-Preis, welcher 2023 in Anna-Haag-Preis umbenannt wurde.

## Auszeichnungen
- 1962 Theodor-Wolff-Preis
- 1970 Prix Aleko in Sofia
- 1979 Stadtschreiber in Soltau

## Werke (Auswahl)
- Fliegen am Florett – Satiren und Grotesken zur Zeit. Braun & Schneider, München 1954
- Kleiner Auto-Knigge – Vom ersten Kratzer bis zur Meisterschaft. Sanssouci Verlag, Zürich 1954
- Theater von hinten – Ein Theater-Knigge. Sanssouci Verlag, Zürich 1955
- Sehnsucht nach Nebudistan – Ein heiterer Roman. Kindler, München 1956, dann unter dem neuen Titel Hilfe, die Eltern kommen!, aber ungekürzte, vom Autor rev. Ausg. dtv, München 1969
- Lesebuch für Verliebte. Sanssouci Verlag, Zürich 1958
- Fahren Sie auch so gern Auto?. Sanssouci Verlag, Zürich 1959
- Herrliche Aussichten. Wancura, Wien 1959
- Auf ewig dein! – Memoiren einer Jungfrau. Bärmeier u. Nikel, Frankfurt/Main 1961
- Dr. Percy Eichbaums Krankenvisite – Ein heiteres Lesebuch für kranke Freunde. Sanssouci Verlag, Zürich 1961
- Lehrbuch für Snobs. Sanssouci Verlag, Zürich 1962
- Der Deutsche in seiner Karikatur. Hundert Jahre Selbstkritik. Texte; Bildauswahl durch Friedrich Bohne. Bassermann, Stuttgart 1963
- Genesungsgruß – Ein Trostbüchlein für Gesunde, Kranke, und solche, die es nicht werden wollen. Sanssouci Verlag, Zürich 1966
- Deutschland deine Schwaben. Hoffmann u. Campe, Hamburg 1967
- Wie man sich bettet – Eine heitere Gute-Nacht-Lektüre. Sanssouci Verlag, Zürich 1968
- Kapuzinerpredigten – Für sie und ihn. Hoffmann u. Campe, Hamburg 1971
- Preisend mit viel schönen Reden – Deutschland deine Schwaben für Fortgeschrittene. Hoffmann u. Campe, München 1972
- Wie man ein böss alt Weib wird, ohne seine Tugend zu verlieren. Eremiten-Presse, Düsseldorf 1973
- Wo kommet denn dia kloine Kender her? A Bilderbuach ieber a hoikels Thema ohne Dromromgschwätz fir Kender ond fir Alte, wo jong blieba sent, noch dem englische Buach vom Peter Mayle. Auch zugleich als hochdeutsche Fassung im gleichen Verlag unter Wo komm’ ich eigentlich her?. Ein aufklärendes Bilderbuch ohne Schmus für Kinder und junggebliebene Erwachsene nach dem erfolgreichen Buch von Peter Mayle. Hoffmann u. Campe, Hamburg 1974
- Fallobst – Geschichten von Töchtern und Frauen, vom Skilaufen und Skatspiel, aus Zypern und Spanien, von Wein und Zigarren, von Bären und Ärzten, von gestern und heute. Hoffmann u. Campe, Hamburg 1975
- Kochen mit Thaddäus Troll. Fischer, Frankfurt/Main 1975
- Romantik in Deutschland – Texte zu 117 großformatigen Farbbildern. Stürtz, Würzburg 1975. Überarbeitete Ausgabe als Romantische Welt. Stürtz, Würzburg 1977
- O Heimatland – Verse in schwäbischer Mundart. Hoffmann u. Campe, Hamburg 1976
- Der Entaklemmer – Luststück in 5 Aufzügen; das ist auf schwäbisch L’Avare oder Der Geizige von Molière. Hoffmann u. Campe, Hamburg 1976
- Der himmlische Computer – und andere Geschichten von droben und drunten, von draußen und drinnen, von hüben und drüben, von daheim und unterwegs. Hoffmann u. Campe, Hamburg 1978
- Was isch eigentlich los mit mir? –  A Bilderbuach fir alle, wo sich selber net leida kennet, weil se koine Kender meh send ond no net zu de Große gheeret; noch dem amerikanische Buach vom Peter Mayle. Zugleich als hochdeutsche Fassung Was ist bloß mit mir los? im gleichen Verlag. Hoffmann u. Campe, Hamburg 1978
- Deutschland deine Schwaben im neuen Anzügle – Vordergründig und hinterrücks betrachtet. Hoffmann & Campe, München 1978. Unveränderte Neuausgabe Silberburg-Verlag Häussermann, Tübingen 2007
- Der Tafelspitz. Hoffmann u. Campe, Hamburg 1979. Bibliophile Ausgabe mit Offsetlithos von Günther Schöllkopf. Eremiten-Presse, Düsseldorf 1979
- D Gschicht von dr Schepfong – Wia dr Herrgott d Welt gmacht hôt ond wia s de Menscha em Paradies ganga isch. Zugleich als hochdeutsche Fassung Die Geschichte von der Schöpfung im gleichen Verlag. Hoffmann u. Campe, Hamburg 1980
- Das große Thaddäus Troll-Lesebuch- Mit einem Nachwort von Walter Jens. Hoffmann u. Campe, Hamburg 1981
- Was machen wir mit dem Mond? – und andere Geschichten aus „Das Neueste von Thaddäus Troll“. Sanssouci Verlag, Zürich 1981
- Rotkäppchen auf Amtsdeutsch, in: Die Zeit, Nr. 52, 21. Dezember 1984, S. 12, Wiedergabe des Volltexts[12]
- Liebste Emilie! – Eine Postkartengeschichte aus alter Zeit. Hoffmann u. Campe, Hamburg 1985
- Wie Gotthelf Grieshaber die Brezel erfand. Hoffmann u. Campe, Hamburg 1985
- Thaddäus Trolls schwäbische Schimpfwörterei. Silberburg-Verlag Häussermann, Stuttgart, 1987
- Vom Schlafen – Drei Erzählungen. Svato-Verlag, Hamburg 1991
- Oft habe ich Ihnen schon in Gedanken geschrieben – Briefe von und an Thaddäus Troll, ausgew. von Susanne Ulrici. Silberburg-Verlag, Tübingen 1992

## Sachliteratur (Auswahl und unter dem richtigen Namen Hans Bayer)
- Wangen im Allgäu. 1971
- Urach und seine Alb. 1973
- Vom Paradiesgärtlein zum Garten der Lüste – Vortrag am 22. September in Stuttgart. Deutsche Gartenbau-Gesellschaft, Bonn 1977
- Romantische Burgen in Deutschland – zusammen mit Susanne Ulrici. 1978
- Kirchen und Klöster in Deutschland – zusammen mit Susanne Ulrici. 1980
- O. Cullmanns progressiv-heilsgeschichtliche Konzeption. Wiederabdruck. In: Helge Stadelmann (Hrsg.): Glaube und Geschichte. Heilsgeschichte als Thema der Theologie, Brunnen Verlag, Gießen 1986, ISBN 3-7655-9322-2
- Vita in deserto. Kassians Askese der Einöde und die mittelalterliche Frauenmystik. Wiederabdruck. In: Zeitschrift für Kirchengeschichte, Bd. 98, 1987, S. 1–27
- Die Geschichte vom Erdgas – Mit Illustrationen von Philippe Fix. Information Erdgas, Essen 1989
- Abälard-Heloise-Briefwechsel und Conte du Graal in ihrer Zeit. Ein Beitrag zur Funktion der Literatur in den Glaubenskämpfen des Hochmittelalters. Wiederabdruck. In: Zeitschrift für Kirchengeschichte, Bd. 100, 1989, S. 3–32

## Sonstiges
Der SWR sendete anlässlich seines 100. Geburtstags im März 2014 einen Dokumentationsfilm von David Spaeth.